# Rocher à l'Oiseau
Ne doit pas être confondu avec Rocher des Oiseaux ou Rochers aux Oiseaux.
Le rocher à l'Oiseau est une falaise d'une hauteur 150 m, située sur la rive nord de la rivière des Outaouais, dans la MRC de Pontiac au Québec et qui présente des peintures rupestres. Le site est situé sur la section de la rivière des Outaouais jadis nommée Creuse, au sud-est de Rapides-des-Joachims, dans la municipalité de Sheenboro.  Le rocher protège aussi un écosystème forestier exceptionnel, la forêt refuge du Rocher-à-l'Oiseau.

## Histoire
Migizi Kiishkaabikaan (en algonquin), appelé aussi rocher de l'Oiseau ou « Oiseau Rock », est une paroi rocheuse qui s’élève à 150 m au-dessus de la rivière des Outaouais. Il est reconnu comme un site archéologique (CaGh-2) de grande importance, étant donné la présence d’œuvres rupestres d’origine amérindienne. Daniel Arsenault, spécialiste d’art rupestre, a déjà décrit le rocher à l’Oiseau comme « joyau patrimonial insoupçonné pour la région de l’Outaouais, pour ne pas dire le Québec tout entier. » Étant donné la grande quantité de panneaux, dont le nombre peut excéder plus d’une soixantaine, aussi bien que la variété des sujets et des formes interprétés, le rocher à l’Oiseau peut même représenter un des sites d’art rupestre les plus importants en Amérique du Nord.
Les récits de voyage de personnages historiques, tels que Gabriel Sagard, Paul Le Jeune et le Chevalier de Troyes, datant d’aussi loin que 1626, racontent comment les Amérindiens considéraient le rocher comme un endroit sacré. Ils ont raconté aux Européens que le rocher était auparavant un homme qui s’est transformé en pierre pendant qu’il élevait ses bras vers le ciel. Ils croyaient que le rocher pouvait garantir le succès lors de voyage et, par conséquent, ils faisaient des offrandes en plaçant du tabac directement dans une des fissures dans la surface rocheuse ou en attachant un sac de tabac sur une flèche qui était tirée vers le sommet du rocher à l’aide d’un arc.
En 1686, en route vers la baie d'Hudson, Pierre de Troyes inscrit dans son journal :

« Le cinquiesme jour de mai, nous partimes apres la messe pour nous rendre au portage du bout de la rivière creuse. (…) On voit du côté nord, suivant la route, une haute montagne dont la roche est droite et fort escarpée, le milieu en paroist noir. Cela provient peut estre de ce que les sauvages y font leurs sacrifices jetant des flèches par-dessus, au bout desquelles ils attachent un petit bout de tabac. Nos françois ont coutume de baptiser en cet endroit ceux qui n’y ont point encore passé. Cette roche est nommée l’oiseau par les sauvages et quelques-uns de nos gens ne voulant perdre l’ancienne coutume se jetterent de l’eau, nous fumes campés au bas du portage.. »

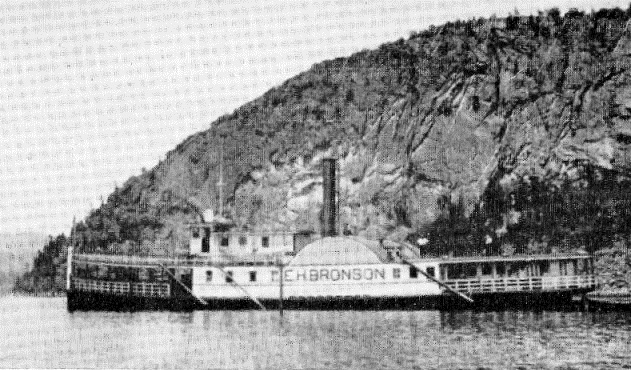
Le bateau à vapeur E. H. Bronson passant devant le rocher à l'Oiseau. Le vapeur fut construit en 1895 et était sur la liaison Pembroke-Des Joachims, avec le capitaine Tom Dunbar à la barre. Les passagers étaient autorisés à actionner le sifflet pour entendre l'écho revenant de la paroi du rocher.

Durant les années 1800, le rocher à l’Oiseau est devenu un point d’attraction pour les colons de la vallée de l’Outaouais (notamment sur le versant sud en Ontario) qui voyageaient sur la rivière des Outaouais sur des bateaux à vapeur, tel que le "S.S. Oiseau" qui transportait des passagers et des marchandises entre Pembroke et Rapides-des-Joachims. Le rocher continue d’attirer des visiteurs de nos jours. De nombreux plaisanciers, de même que des amateurs de canoë et de kayak, s’échouent sur la plage située à quelques centaines de mètres à l’est du rocher à l’Oiseau. À cet endroit, ils peuvent pique-niquer et faire une courte randonnée (1 km) jusqu’au sommet du rocher. Rendus au sommet, ils peuvent apprécier une vue imprenable sur la rivière des Outaouais, de même que sa rive ontarienne, et même se baigner dans le petit lac situé tout près du sommet.
Même si le rocher à l’Oiseau bénéficie d’un certain degré de reconnaissance et d’attention, notamment à la suite d'un reportage de Découverte, le manque de reconnaissance publique à l’égard de son importance historique, archéologique et spirituelle s’est traduit par des comportements inappropriés, comme le fait d’escalader et de plonger à partir de la surface rocheuse, ou encore pire, d’y apposer des graffiti. La plupart des gens ne sont probablement pas au courant de l'existence des œuvres rupestres qui sont devenues de moins en moins visibles avec les ravages de la nature et du temps. L’érosion, la végétation et les graffitis ont recouvert la plupart des œuvres qui seraient encore visibles à l’œil nu.. Certains gestes ont été posés afin d’améliorer cette situation grâce à l’initiative de Joann McCann, fondatrice des Amis du rocher à l’Oiseau, et avec l’appui de gens tel que Daniel Arsenault, ainsi que le CLD du Pontiac et le ministère de la Culture et des Communications (MCC). Mais d’autres mesures devront être prises afin de préserver ce site pour le bienfait et l’enrichissement des générations à venir.

## Forêt refuge du Rocher-à-L'Oiseau
La forêt surplombant la falaise est désignée à titre d'écosystème forestier exceptionnel - forêt refuge du Rocher-à-l'Oiseau afin de protéger la chênaie rouge à pin blanc.  Elle protège aussi 4 espèces de plantes désignées menacées ou vulnérables au Québec, soit le genévrier de Virginie (Juniperus virginiana), le céanothe à feuilles étroites (Ceanothus herbaceus), le sumac aromatique (Rhus aromatica) et la renouée de Douglas (Polygonum douglasii). La forêt protège aussi un site de nidification du faucon pèlerin.